# Micranthes dungbooi
Micranthes dungbooi är en stenbräckeväxtart som först beskrevs av Adolf Engler och Irmsch., och fick sitt nu gällande namn av Gornall och H.Ohba. Micranthes dungbooi ingår i släktet rosettbräckor, och familjen stenbräckeväxter. Inga underarter finns listade i Catalogue of Life.